# Leopardo-do-ceilão
O leopardo-do-Ceilão (Panthera pardus kotiya), também chamado de leopardo-do-Sri-Lanka, é uma subespécie de leopardo endêmica do Sri Lanka, que foi descrita pela primeira vez em 1956 pelo zoólogo Deraniyagala. Em 2008, o leopardo do Ceilão foi listado como Vulnerável na lista vermelha da UICN. A população selvagem é estimada em 700-950 indivíduos segundo estimativas de 2015.

## Características

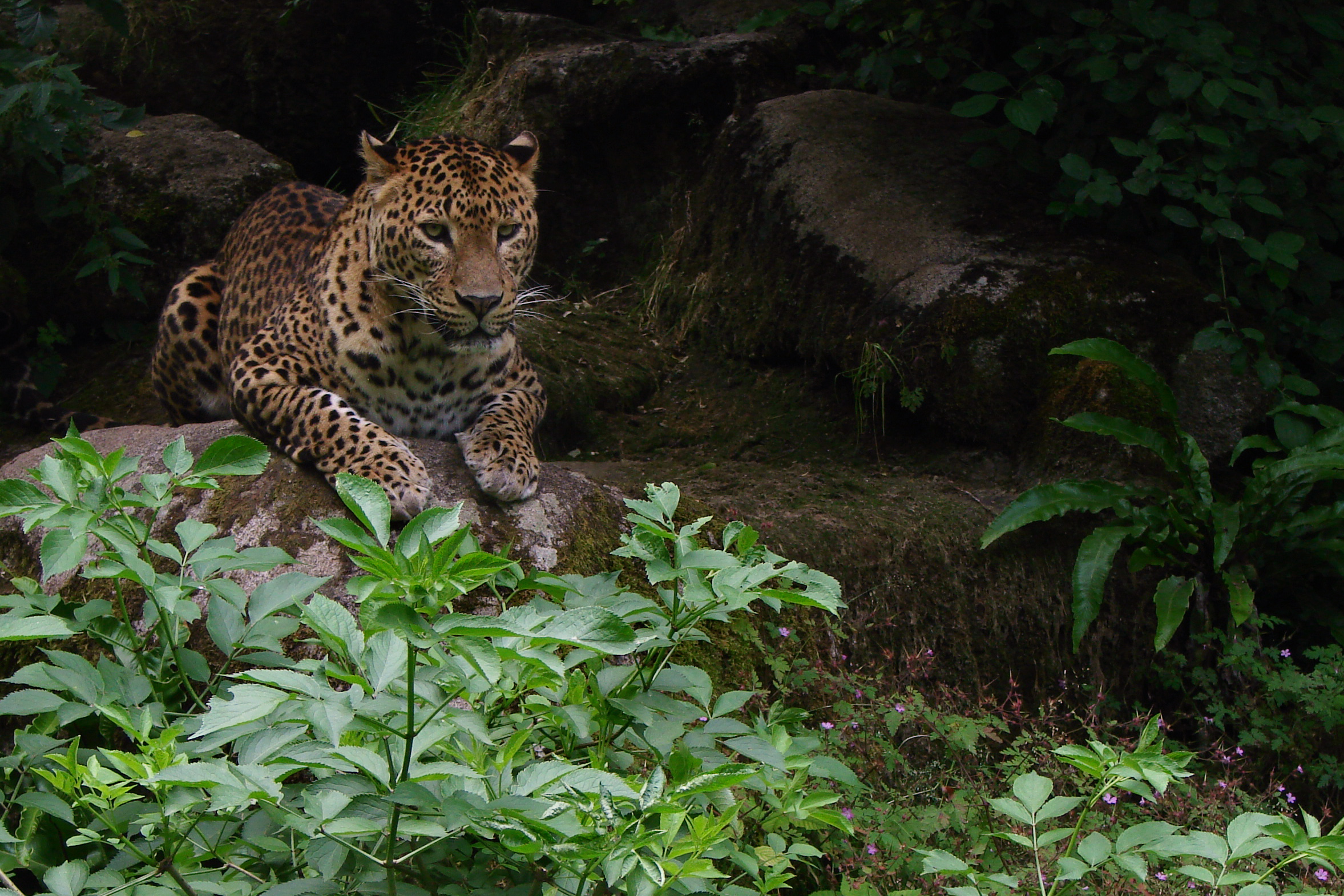

O leopardo do Sri Lanka ostenta uma pelagem amarela com machas escuras e rosetas bem numerosas, que são menores que as do leopardo indiano. Sete fêmeas, medidas no início do século 20, apresentaram uma média de peso de 29 kg e tinham um comprimento médio do corpo de 1,05 m com uma longa cauda acrescentando mais 77,5 cm. Outros 11 machos também foram medidos neste mesmo tempo, e tinham uma média de 56 kg de peso, sendo o maior 77 kg, e mediam aproximadamente 1,27 m de comprimento do corpo com uma cauda de 86 cm, sendo os maiores com 1,42 m de comprimento de corpo e 97 cm de cauda.

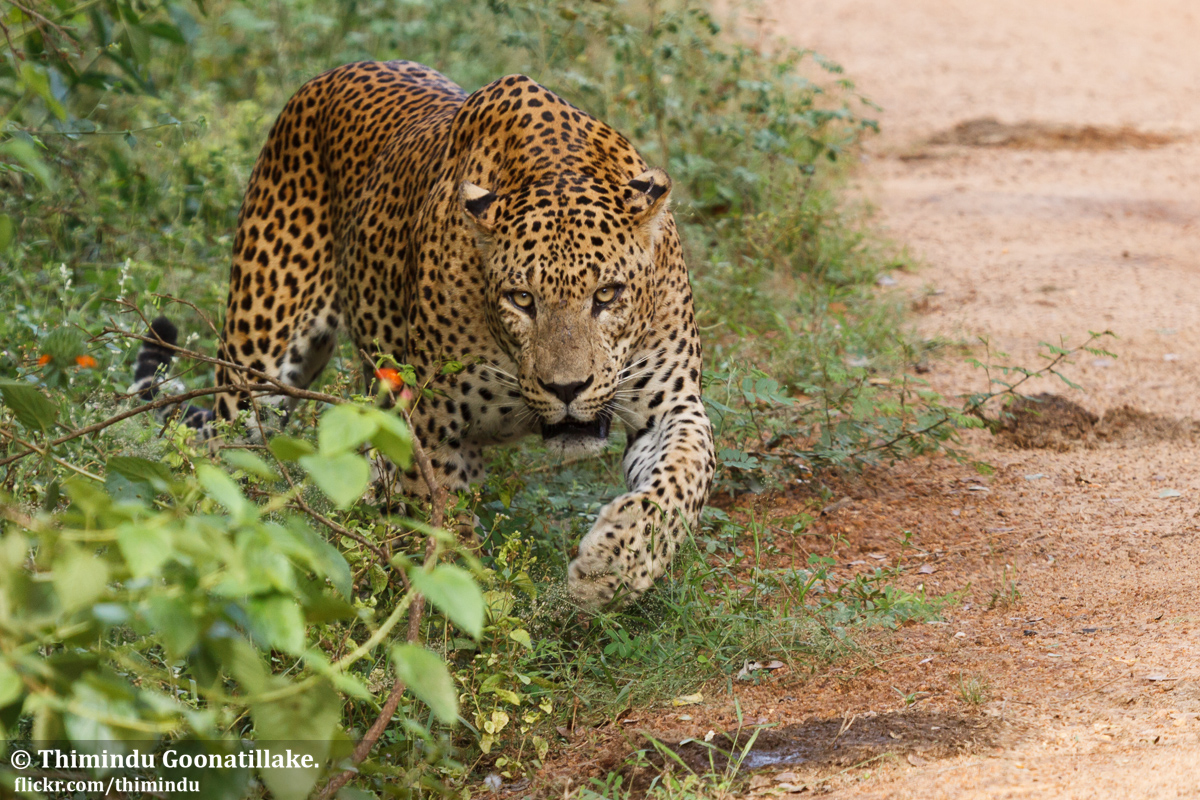
Um macho no parque nacional Yala no Sri Lanka.

De acordo com uma artigo publicado pela BBC, o leopardo do Sri Lanka evoluiu para se tornar uma subespécie de leopardo bastante grande, devido ao fato de ser o principal predador de seu ecossistema, e de não precisar se importar com a competição por parte de outros predadores.

## Distribuição e habitat
Os leopardos do Ceilão foram historicamente encontrados em todos os habitas do Sri Lanka. Esses tipos de habitats podem ser amplamente categorizados em: zonas áridas, zonas secas e zonas úmidas.
Os leopardos foram observados em florestas de monções, selvas áridas, florestas intermediarias entre altas e baixas, e florestas úmidas.
Entre 2001 e 2002, a densidade de leopardos residentes no parque nacional de Yala foi de 17,9 Indivíduos por 100 quilômetros quadrados, Yala é considerado um dos maiores refúgios para os leopardos, pois contém grandes planícies costeiras e poços de água permanentes artificiais e naturais, que permitem uma densidade muito alta de espécies de presas.
O parque nacional de Wilpattu também é considerado uma dos melhores lugares pare se avistar um leopardo e atualmente um estudo sobre a espécie esta sendo conduzido no parque pelo The leopard project of the wilderness and wildlife conservation trust (WWCT).

## Ecologia e comportamento

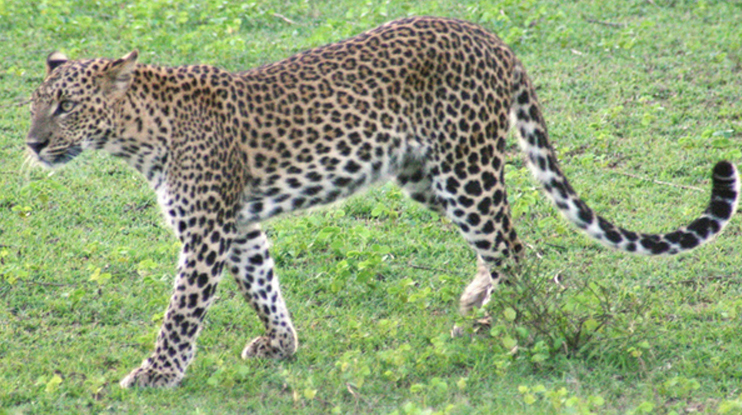
Leopardo-do-ceilão.

Um estudo feito no parque nacional de Yala indica que os leopardos do Sri Lanka não são mais sociáveis do que outras subespécies de leopardos. São caçadores solitários, com exceção de fêmeas e filhotes. Ambos os sexos vivem em territórios sobrepostos com intervalos de machos que se sobrepõe aos territórios menores das fêmeas e de outros machos vizinhos. Eles preferem caçar a noite, mas também exibem comportamentos predatórios e são ativos ao amanhecer e ao anoitecer, e também durante o dia. Eles raramente transportam suas presas para cima das árvores, o que é provável que seja devido a falta de competição e à abundância relativa de presas. Como os leopardos são os maiores e os principais predadores de seu habitat, eles geralmente não possuem predadores naturais ou concorrentes.
Como a maioria dos felinos, o leopardos do Ceilão é pragmático na escolha de sua dieta que pode incluir pequenos mamíferos, pássaros, répteis e animais maiores. O chital é a principal presa dos leopardos nas zonas secas do Sri Lanka, outros animais importantes em sua dieta incluem sambares, javalis, macacos e Muntjacs. 

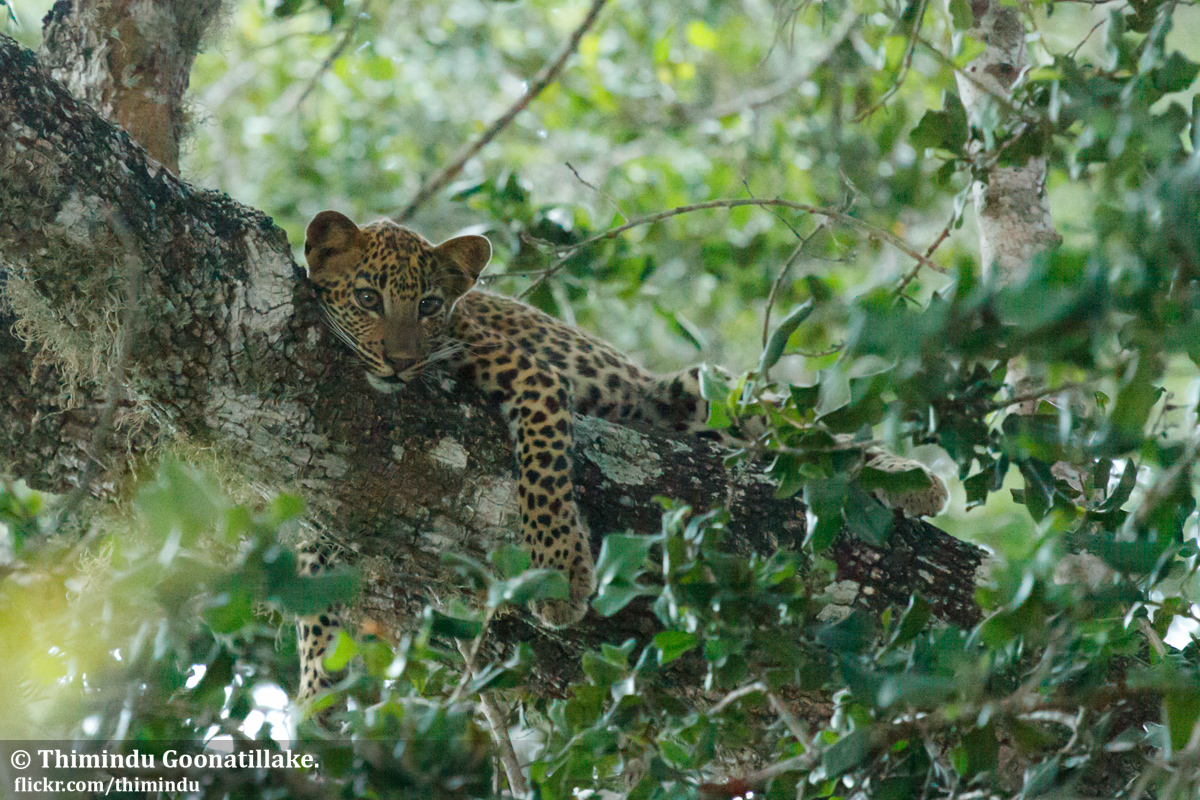
Um filhote de leopardo do Sri Lanka

O leopardo do Sri Lanka caça como outros leopardos, perseguindo silenciosamente suas presas até que ele esteja a uma distâncias curta o suficiente para que o predador possa desencadear uma explosão de velocidade para perseguir rapidamente e atacar sua vítima. A presa geralmente é morta com uma mordida na garganta.
Parece não haver sazonalidade nos nascimentos, com partos acontecendo durante o ano todo. As ninhadas normalmente constituem em 2 filhotes.

## Conservação

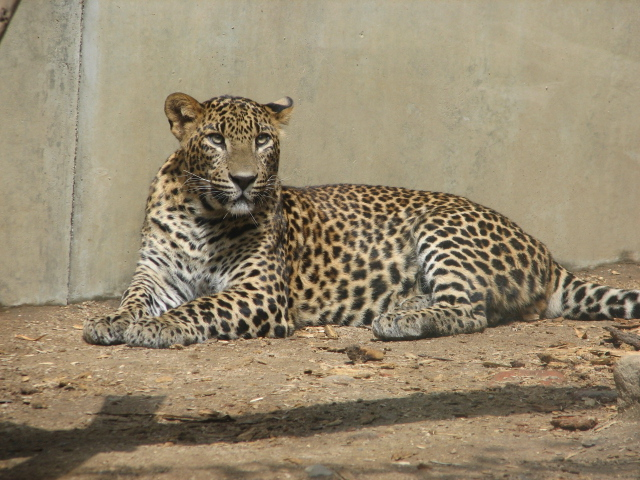
Foto de um leopardo do Sri Lanka no zoológico Zoo Jihlava, República Tcheca.

A sobrevivência do leopardo do Sri Lanka esta ameaçada devido a caça, destruição e fragmentação de seu habitat.
É necessário que mais pesquisas sobre os leopardos do Ceilão sejam feitas, antes que qualquer medida de conservação seja tomada. O projeto WWCT está trabalhando em estreita colaboração com o governo do Sri Lanka para garantir que isso aconteça. A sociedade de conservação da vida selvagem do Sri Lanka também realizara alguns estudos. Estudos conduzidos pela WWCT em toda a ilha estão se direcionando mais para a região central do Sri Lanka onde a fragmentação do habitat do leopardo está mais acentuado.

### Em cativeiro
Em dezembro de 2011, foi afirmado que existem 75 leopardos do Ceilão cativos espalhados por vários zoológicos do mundo.